# Harpalyke
Harpalyke (Jowisz XXII) – mały księżyc Jowisza, odkryty przez grupę astronomów z Uniwersytetu Hawajskiego, kierowaną przez Scotta Shepparda w 2000 roku.

## Nazwa
Nazwa pochodzi od mitycznej Harpalyke, córki Klymenosa.

## Charakterystyka fizyczna
Harpalyke jest jednym z mniejszych księżyców Jowisza, jego średnicę ocenia się na około 4 km. Średnia gęstość tego ciała to ok. 2,6 g/cm3, składa się ono głównie z krzemianów. Powierzchnia księżyca jest bardzo ciemna – jego albedo wynosi zaledwie 0,04.
Z Ziemi można go zaobserwować jako obiekt o jasności wizualnej co najwyżej 22,2 magnitudo.
Harpalyke obiega Jowisza ruchem wstecznym, czyli w kierunku przeciwnym do obrotu planety wokół własnej osi. Satelita należy do grupy Ananke.